# Ekbatana
Koordinaten: 34° 48′ 23,4″ N, 48° 30′ 58,5″ O

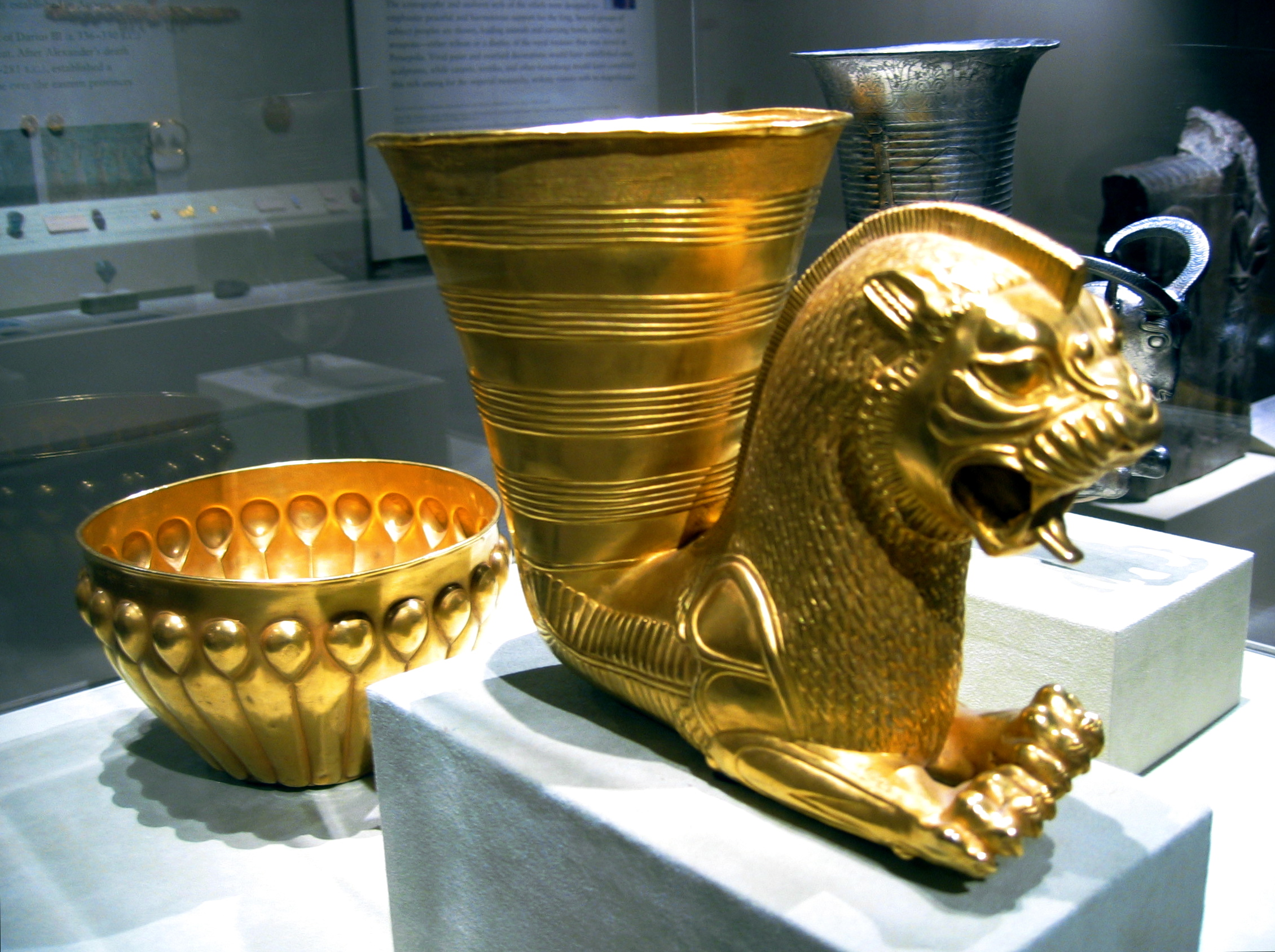
Achämenidisches goldenes Rhyton mit einem geflügelten Löwen und goldene Schale – heute im Iranischen Nationalmuseum Teheran, 1. Hälfte des 5. Jahrhunderts v. Chr.

Ekbatana (altgriechisch; altpersisch Hagmatana„Ort der Zusammenkunft“, Agbatana bei Aischylos) war die Hauptstadt des Mederreichs und später Königsresidenz im persischen Achämenidenreich. Sie befand sich auf dem Gelände oder im Umfeld der heutigen iranischen Großstadt Hamadan, deren Name sich aus dem altpersischen Namen ableitet. Die Ruinen von Ekbatana wurden im Jahr 2024 von der UNESCO zum Weltkulturerbe erklärt.

## Geschichte
Schon 470 v. Chr. wurde Ekbatana von dem griechischen Dichter Aischylos in dem Drama Die Perser erwähnt. Der Historiker Herodot schreibt der Stadt bei der Gründung des Mederreiches eine herausragende Bedeutung zu. Ihm zufolge wurde Ekbatana als künftige Königsresidenz unter dem medischen Fürsten Deiokes gegründet. Die moderne Forschung hat zwischenzeitlich belegt, dass Deiokes jedoch kein Meder, sondern ein mannäischer König war. Deiokes soll seinem Volk befohlen haben, auf einem Hügel einen Palast zu bauen und das Land nur um diesen herum zu besiedeln. Um die Stadt herum wurden sieben verschieden gefärbte Mauerringe in der Weise gebaut, dass der innere den außerhalb liegenden immer überragte. Die hügelige Lage der Stadt begünstigte diese Bauvorgabe. Der Palast und die Schatzhäuser sollen im innersten Ring gestanden, die Stadt selbst, ihrem Umfang nach, dem zeitgenössischen Athen Herodots geglichen haben.
Archäologische Grabungen und weitere Untersuchungen der medischen Geschichte haben jedoch Herodots Angaben als „politisches Wunschbild“ erscheinen lassen, dem die tatsächlichen historischen Gegebenheiten nicht entsprechen.
Festungsanlagen der beschriebenen Art sind durch assyrische Reliefs aus der ersten Hälfte des 1. Jahrtausend v. Chr. belegt. Sie scheinen im gesamten Vorderen Orient verbreitet gewesen zu sein und können auch für das Bergland zwischen Mesopotamien und dem iranischen Hochland angenommen werden. Der Umfang der von Herodot beschriebenen Anlage wirkt jedoch etwas übertrieben.

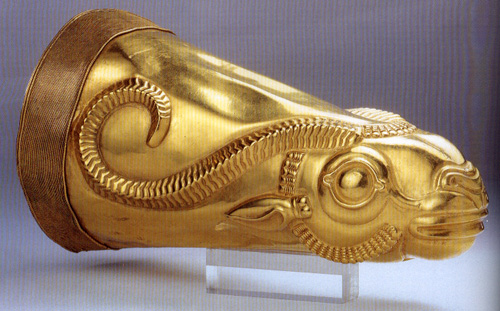
Goldenes Rhyton aus achämenidischer Zeit – heute im Iranischen Nationalmuseum Teheran

Das in den historischen Quellen beschriebene Ekbatana war eine der größten und einflussreichsten Städte des vor-achämenidischen Iran. Sie war Zentrum des medischen Machtgebildes und besaß daher herausragende administrative und repräsentative Aufgaben. Folglich war sie auch das erste Angriffsziel des Achämeniden Kyros II. bei seinen Eroberungszügen im 6. Jahrhundert v. Chr. Als Kyros nach der Einnahme der Stadt in Personalunion auch König des Mederreiches wurde, übernahm er Ekbatana als Residenzstadt. Unter ihm und seinem Sohn und Nachfolger Kambyses II. war Ekbatana die wichtigste Königsresidenz. Kambyses soll laut Herodot durch einen Unfall mit seinem eigenen Schwert in einer gleichnamigen Stadt in Syrien gestorben sein. Ekbatana verlor etwas an Bedeutung, als Dareios I. Persepolis und Susa ebenfalls zu Königsresidenzen erhob. Ekbatana wurde, Xenophon zufolge, zur Sommerresidenz der achämenidischen Könige.

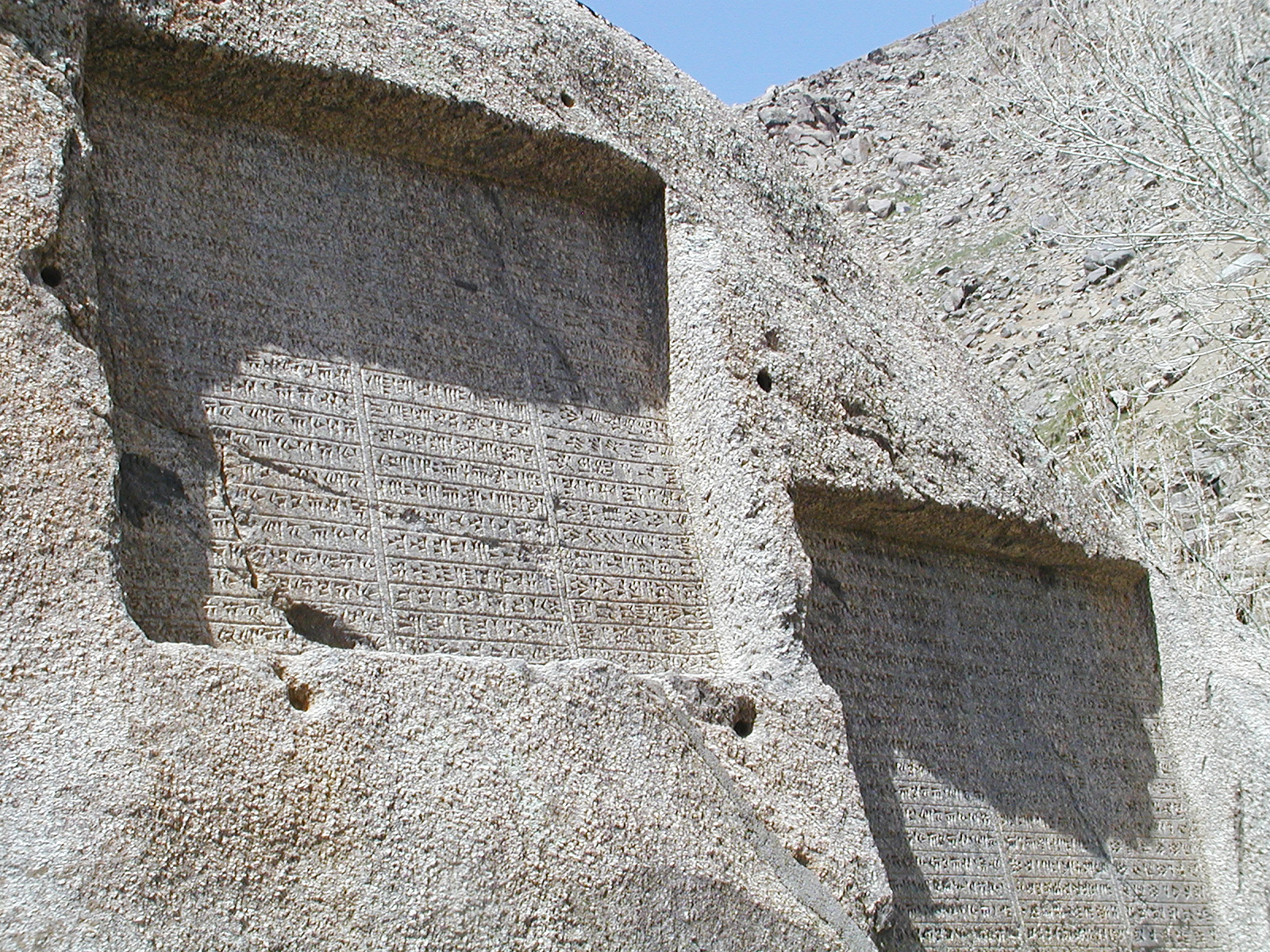
Gandschnāme-Inschrift aus der achämenidischen Zeit

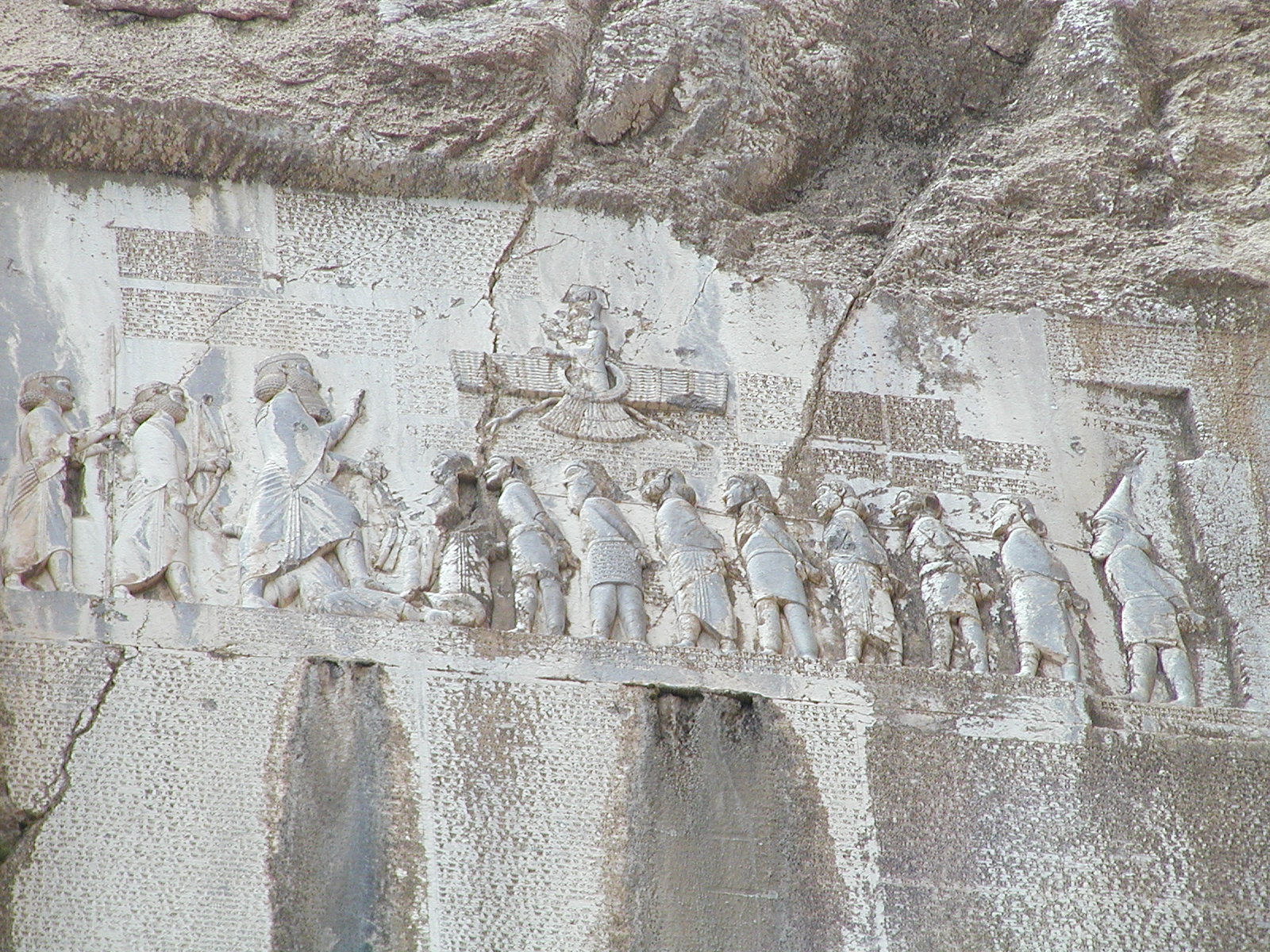
Die Behistun-Inschrift zeigt den Bericht über die Siege des Großkönigs Dareios I. in drei Sprachen

Die Stadt war ein wichtiger Verkehrsknotenpunkt. Die Königsstraße vom persischen Kernland in das reiche Baktrien führte durch Ekbatana. Eine zweite Straße quer durch das Zagros-Gebirge verband die Stadt direkt mit Mesopotamien. Diese Straße führte, direkt hinter Ekbatana, an den Dareios- und Xerxes-Inschriften von Gandschnāme vorbei und passierte dann gut 100 km Luftlinie weiter südwestlich Bisotun, das durch eine Reihe persischer Königsreliefs und -inschriften Berühmtheit erlangte.
Bei Ekbatana lag auch die Burg Sikayawautisch, in der Dareios I. und seine sieben Mitverschworenen den Usurpator Gaumata ermordeten, der hier seine Residenz hatte.
330 v. Chr. wurde Ekbatana von den Truppen Alexanders des Großen erobert in der Hoffnung, dort den fliehenden König Dareios III. anzutreffen, der jedoch schon auf dem Weg nach Baktrien war. In Ekbatana beendete Alexander offiziell seinen Rachefeldzug gegen die Perser und stellte den Soldaten frei, als Söldner unter seiner Führung weiterzukämpfen. Der General Parmenion wurde in der Stadt mit Verwaltungsaufgaben zurückgelassen und hier später auch ermordet.
Später wurde Ekbatana als Epiphaneia ein bedeutendes Zentrum des Hellenismus. Der achämenidische Palast diente noch im 3. Jahrhundert v. Chr. als Residenz der Seleukiden. Die Münzstätte der Seleukiden war auch unter parthischer Herrschaft noch in Betrieb.
Als größte und bedeutendste Stadt Mediens räumten die Parther Ekbatana einen hohen Rang ein. Die Arsakidenherrscher nutzten sie auch späterhin noch als Sommerresidenz; rege Bautätigkeit ist aus dieser Epoche nachgewiesen.
Unter den Sassaniden (224 bis 652 n. Chr.) ging die Bedeutung der Stadt allmählich zurück. Zwar war sie wohl noch kurzzeitig Königsresidenz, aber größere Bautätigkeit ist aus jener Zeit nicht mehr bekannt. Als die Araber die Stadt eroberten, trug sie bereits ihren neuen Namen Hamadan.

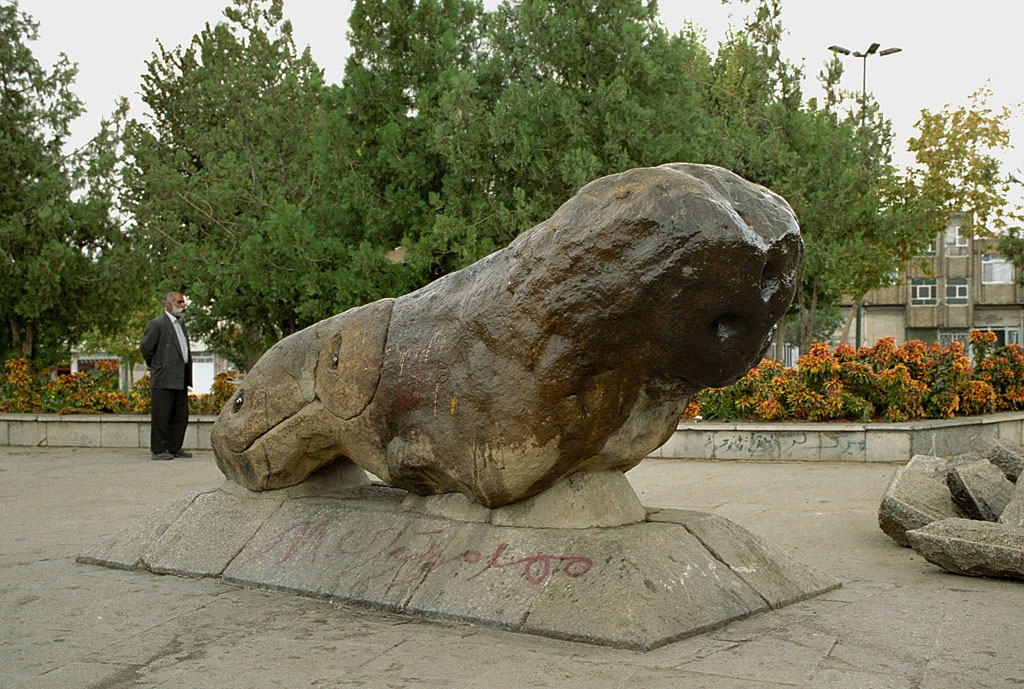
Löwe von Ekbatana, 2001

In Hamadan steht heute noch der Löwe von Ekbatana, eine etwa 3,5 Meter lange Löwenstatue, welche aufgrund stilistischer Parallelen in Griechenland (so der Löwe von Chaironeia, kurz nach 336 v. Chr. errichtet, und die Löwenskulptur von Amphipolis) in hellenistische Zeit (zur Zeit Alexanders des Großen) datiert werden kann. Unklar ist der Anlass für die Errichtung der Statue. Heinz Luschey schlug vor, dass der Löwe von Alexander dem Großen zum Gedenken an seinen Freund Hephaistion errichtet wurde, der 324 v. Chr. bei der Siegesfeier in Ekbatana gestorben ist (in Babylon bestattet). Weil jedoch arabische Quellen ein Löwentor (bab ul-asad) in Hamadan erwähnen, wäre es auch möglich, dass der Löwe ehemals ein Gegenstück hatte und als Wächterfigur eines solchen Tores diente. Angeblich soll diese Statue von den Frauen des Ortes als Fruchtbarkeitssymbol betrachtet und verehrt werden.

## Archäologie
Neueste Untersuchungen von Azarnoush widerlegen die bisherige Annahme, der Siedlungshügel im Zentrum Hamadans könne eventuell mit dem eisenzeitlich/medischen Ekbatana identifiziert werden. Seinen Aussagen nach sind selbst die ältesten, auf anstehendem Boden befindlichen Schichten als früharsakidisch anzusprechen.
In den Jahren 1920 und 1923 wurden zwei größere, zunächst Ekbatana und dem 6.–4. Jahrhundert v. Chr. zugeschriebene Schatzfunde in Hamadan gemacht. Darunter befinden sich ein Löwenrhyton, eine Amphore mit Henkel in Form von Ziegenböcken und eine Amphore mit zwei Ausgusstüllen.
Nach alten Quellen könnte Ekbatana auch in der Gegend von Amadijah gelegen haben. So wurde dem Archäologen Layard 1847 in Amadijah von einem chaldäischen Manuskript berichtet, in welchem selbige Stadt einst Ekbatana genannt wurde.

## Altes Testament
Ekbatana wird im Alten Testament mehrmals erwähnt.
- Mehrfach findet sich die Stadt im Buch Tobit: Auf ihrer Reise von Ninive nach Rages machen der Erzengel Raphael und Tobias (Sohn des Tobit) Zwischenhalt in Ekbatana, wo der Engel dem jungen Tobias Sara als Ehefrau vermittelt (Tob 6,10-13 EU).
- Ekbatana kommt weiter vor im Buch Judit (1,1–14 EU) und im 2. Buch der Makkabäer (9,3 EU).
- Die im Buch Esra (6,2 EU) erwähnte Festung Ekbatana hat Martin Luther in seiner Übersetzung Festung Achmeta genannt (Esra 6,2 LUT).